# Devarahosahalli, Channapatna
Devarahosahalli là một làng thuộc tehsil Channapatna, huyện Ramanagara, bang Karnataka, Ấn Độ.